# Molí de Forés
El Molí de Fores o Molí de les xiques és un molí de Silla, les dependències més antigues del qual daten de finals del segle xviii.
Durant els anys 20 va ser utilitzat com a fàbrica d'utensilis de fibra d'espart. L'any 2011 va patir un incendi, si bé les zones de major interés etnològic no es van vore afectades. En 2015, amb evidents signes d'abandonament, s'aprovà un projecte de rehabilitació que s'inicià en 2016.